# Неогублений голосний заднього ряду низького підняття
Неогублений голосний заднього ряду низького піднесення (англ. Open back unrounded vowel) — один з голосних звуків, п'ятий з основних голосних звуків. Інколи називається неогубленим заднім низьким голосним.
- У Міжнародному фонетичному алфавіті позначається як [ɑ].
- У Розширеному фонетичному алфавіті SAM позначається як [A].

## В українській мові
В українській мові [ɑ] — один з основних звуків. У ненаголошеному стані звучить як [ɐ]. Позначається літерою «а».

## Приклади
- Українська мова — мама ['mɑmɐ]